# Buzota, Prahova
Buzota este un sat în comuna Apostolache din județul Prahova, Muntenia, România.